# Handelskompanie
Eine Handelskompanie (ital. Compagnia) war eine Kompanie, deren Zweck der Fernhandel mit fremden Ländern war. Handelskompanien waren oft mit besonderen Privilegien ausgestattet.

## Vorkommen
Eine wichtige Voraussetzung für das Gründen einer solchen Handelskompanie war das Vorhandensein eines Hafens und von geeigneten Schiffen. Wichtige Handelskompanien waren zum Beispiel die Hanse in Norddeutschland, die Britische Ostindien-Kompanie, die Emder Ostasiatische Handelskompanie und die Niederländische Ostindien-Kompanie. Die Handelskompanien waren auch wesentlich an der Eroberung der Kolonien in Übersee sowie am Sklavenhandel beteiligt. Das betrifft besonders diejenigen der Niederlande, Frankreichs und Großbritanniens.

## Geschichte
Handelskompanien gab es in Italien seit dem 14. Jahrhundert. Diese operierten in der Levante. Zu den italienischen Staaten mit den wichtigsten Handelskompanien in dieser Zeit zählten Pisa, Genua, Venedig und Florenz. Die Hochzeit der Handelskompanien lag vor allem im Zeitalter des Merkantilismus. Anfang des 16. Jahrhunderts dominierte die Republik Venedig das Mittelmeer und dank ihrer Verbindungen in den mittleren Osten den Handel, insbesondere den Seeweg nach Indien, die Levante sowie den Indischen Ozean. Dies ermöglichte Venedig die Kontrolle der Produkte aus dem Fernen Osten und dadurch auch die Kontrolle der europäischen Wirtschaft. Trotzdem gelang es Antwerpen Zolllager für den von Portugal importierten Pfeffer zu werden.
Im Zuge der Erschließung Amerikas durch Spanien und Portugal im 16. und 17. Jahrhundert, begannen auch die übrigen europäischen Staaten ihre Kolonialgebiete auszuweiten und wirtschaftlich zu erschließen. Der Handel zwischen den Mutterländern und den Kolonien wurde häufig durch eine Gesellschaft namens Indienkompanie kontrolliert. Der Begriff „Indien“ bezeichnete damals weitgehend sämtliche neu entdeckten Regionen, die entweder über die Ostroute (Indienhandel) oder die Westroute (Westindien) erreicht werden konnten.
In den 1570er Jahren erstarkten die nördlichen Länder Europas und Venedigs Handel geriet zunehmend in den Hintergrund. Im Zuge dieser Entwicklung begann Spanien mit Gold aus den neuen Kolonien in Amerika zu handeln, konnte aber ebenso wenig einem wirtschaftlichen Niedergang gegen Ende des 16. Jahrhunderts entgegenwirken.
Gegen Ende des 16. Jahrhunderts begann sich die Niederlande für Indien zu interessieren. Cornelis de Houtman stach 1592 mit vier Schiffen in See, dies war, trotz der weitgehenden Erfolglosigkeit der Expedition, der Beginn des niederländischen Handels, der in Europa nicht seinesgleichen fand.

## Liste von Handelskompanien (Auswahl)
Diese Liste führt einige Handelskompanien mit dem Jahr der Gründung auf (in Klammern die Abkürzung):
Deutsche Länder und Deutsches Reich
- 1682 Brandenburgisch-Afrikanische Compagnie (BAC)
- 1752 Emder Ostasiatische Handelskompanie
- 1772 Seehandlungsgesellschaft
- 1824 Elb-amerikanische Compagnie
- 1882 Neuguinea-Kompagnie
- 1884 Deutsch-Ostafrikanische Gesellschaft (DOAG)
- 1885 Deutsch-Westafrikanische Gesellschaft
- 1887 Jaluit-Gesellschaft (JG)
- 1891 Astrolabe-Compagnie

Englische und Britische Krone
- 1407 Company of Merchant Adventurers
- 1555 Muscovy Company
- 1600 Britische Ostindien-Kompanie (EIC)
- 1605 Levant Company, Zusammenschluss der Turkey Company und der Venice Company.
- 1606 Plymouth Company
- 1606 Virginia Company of London
- 1618 Company of Adventurers of London trading in Gynney and Bynney
- 1631 Company of Merchants Trading to Guinea
- 1660 Royal African Company (RAC)
- 1711 South Sea Company
- 1792 Sierra Leone Company
- 1825 New Zealand Company
- 1835 South Australian Company
- 1847 Eastern Archipelago Company
- 1881 North Borneo Chartered Company (BNBCC)
- 1886 Royal Niger Company
- 1888 Imperial British East Africa Company (IBEA)
- 1889 British South Africa Company (BSAC oder BSACO)

Niederlande
- 1602 Niederländische Ostindien-Kompanie (VOC)
- 1621 Niederländische Westindien-Kompanie (WIC)

Frankreich
- 1627 Compagnie de la Nouvelle France
- 1664 Französische Ostindien-Kompanie
- 1664 Französische Westindien-Kompanie
- 1717 Mississippi-Kompanie

Portugal
- 1482 Kompanie von Guinea (Companhia da Guiné)
- 1628 Portugiesische Ostindien-Kompanie
- 1649 Allgemeine Gesellschaft des Brasilienhandels
- 1891 Mosambik-Gesellschaft

Russland
- 1799 Russisch-Amerikanische Kompanie

Skandinavien
- 1616 Dänische Ostindien-Kompanie
- 1671 Dänische Westindien-Kompanie
- 1731 Schwedische Ostindien-Kompanie
- 1786 Schwedische Westindien-Kompanie

Spanien
- 1728 Guipuzcoan Kompanie von Caracas (Real Compañia Guipuzcoana de Caracas)
- 1755 Real Compañía de Comercio de Barcelona a Indias

Österreich
- 1719 Orientalische Kompanie
- 1722 Ostender Kompanie

Nordamerika
- 1670 Hudson’s Bay Company (HBC)
- 1808 American Fur Company
- 1823 Rocky Mountain Fur Company

Gemischt
- 1783 North West Company, 1821 Fusion mit der Hudson’s Bay Company